# Adesmia bedwellii
Adesmia bedwellii es una especie de planta floral del género Adesmia, categorizada en la tribu Dalbergieae, de la subfamilia Faboideae.
Fue descrita por el botánico sueco Carl Skottsberg. Aparece registrada y publicada en una sección de la revista Journal of the Arnold Arboretum 27: 421 de 1946.

## Distribución
Especie nativa de Chile. Crece en el bioma subtropical.